# Serenjageh
Serenjageh (persiska: سرنجگه) är en ort i Iran.   Den ligger i provinsen Kermanshah, i den nordvästra delen av landet, 400 km väster om huvudstaden Teheran. Serenjageh ligger 1 644 meter över havet och antalet invånare är 173.
Terrängen runt Serenjageh är lite bergig.Runt Serenjageh är det ganska tätbefolkat, med 60 invånare per kvadratkilometer. Närmaste större samhälle är Varmazān Somāq, 6,2 km norr om Serenjageh. Trakten runt Serenjageh består i huvudsak av gräsmarker.